# Ghiorghios Kontoguris
Ghiorghios Kontoguris a fost un pirat grec născut în Kefalonia. Acesta a locuit și și-a trăit viața în orașul Sulina, România.
Viața de legendă a piratului Kontoguris este legată și de Cimitirul Internațional din Sulina. În acest cimitir se află singurul mormânt din Europa al unui pirat recunoscut.
Miturile despre piratul Kontoguris sunt pe cât de interesante pe atât de învăluite în mister. Se spune că pe parcursul vieții, Kontoguris a adunat o adevărată comoară pe care a îngropat-o în portul Sulina. Pentru a descoperi comoara, legenda spune că trebuie udată piatra funerară a mormântului, la răsăritul soarelui. Ghiorghios Kontoguris a fost un pirat diferit de ceilalți. Acesta, atrăgea corăbiile spre uscat, printr-o metodă foarte ingenioasă : noaptea lega de coarnele vitelor felinare, iar mișcarea acestora păcălea corăbiile care se apropiau foarte aproape de țărm și eșuau.
Ghiorghios Kontoguris a murit, printr-o coincidență stranie, chiar de ziua națională a Greciei, pe 25 martie 1871 la vârsta de 33 de ani.

## Legături externe
- Legendele Cimitirului Internațional din Sulina